# نادي ألبي
نادي اتحاد ألبي الرياضي (بالفرنسية: Union Sportive Albigeoise)‏ نادي كرة قدم فرنسي يلعب في دوري الدرجة الرابعة . تم تأسيس النادي في سنة 1912 .